# Wout Wagtmans
Wout Wagtmans (Rucphen, 10 novembre 1929 – Sint Willebrord, 15 agosto 1994) è stato un ciclista su strada e pistard olandese.
Professionista tra il 1950 ed il 1961, vinse quattro tappe al Tour de France e tre al Giro d'Italia.

## Carriera
Corse per la Garin, la Prisma, la Locomotief, la Doniselli, la Girardengo, la Vredestein e la Eroba, segnalandosi soprattutto nelle corse a tappe.
I principali successi da professionista furono il Tour de Romandie nel 1952, la Roma-Napoli-Roma nel 1957, quattro tappe al Tour de France e tre al Giro d'Italia. Vestì la maglia gialla della Grande Boucle a più riprese, per un totale di dodici giorni, e fu quinto e sesto nel 1953 e nel 1956, rispettivamente, mentre al Giro fu nono nel 1955 e nel 1957.
Negli ultimi anni della carriera si dedicò anche alla pista, ottenendo nel 1958 il titolo nazionale olandese ed il bronzo mondiale nel mezzofondo.

## Palmarès

### Strada
- 1950

Acht van Chaam
Ronde van Noord-Holland
- 1952

Acht van Chaam
1ª tappa Tour de Romandie (Payerne > Martigny)
Classifica generale Tour de Romandie
2ª tappa Giro dei Paesi Bassi (Elten > Sint-Niklaas)
- 1953

1ª tappa Dwars door België
2ª tappa Dwars door België
Classifica generale Tour d'Hesbaye
17ª tappa Tour de France (Monaco > Gap)
21ª tappa Tour de France (Saint-Étienne > Montluçon)
- 1954

13ª tappa Giro d'Italia (Genova > Torino)
19ª tappa Giro d'Italia (Grado > San Martino di Castrozza)
1ª tappa Tour de France (Amsterdam > Brasschaat)
- 1955

19ª tappa Tour de France (Pau > Bordeaux)
- 1957

1ª tappa Roma-Napoli-Roma (Roma > Caserta)
Classifica generale Roma-Napoli-Roma
6ª tappa Giro d'Italia (Loreto > Terni)
- 1960

Classifica generale Tour du 4 Cantons

### Pista
- 1958

Campionati belgi, Mezzofondo

## Piazzamenti

### Grandi Giri
- Tour de France

1950: ritirato (10ª tappa)
1951: ritirato (14ª tappa)
1952: 25º
1953: 5º
1954: ritirato (20ª tappa)
1955: 19º
1956: 6º
- Giro d'Italia

1953: ritirato
1954: 14º
1955: 9º
1957: 9º

### Classiche monumento
- Milano-Sanremo

1952: 12º
- Parigi-Roubaix

1953: 3º
1954: 65º
- Giro delle Fiandre

1957: 12º
1961: 53º
- Liegi-Bastogne-Liegi

1951: 3º
1956: 29º

### Competizioni mondiali
- Campionati del mondo su strada

Varese 1951 - In linea: 7º
Lussemburgo 1952 - In linea: 34º
Lugano 1953 - In linea: 13º
Waregem 1957 - In linea: 17º
- Campionati del mondo su pista

Milano 1955 - Mezzofondo: eliminato
Parigi 1958 - Mezzofondo: 3º
Amsterdam 1959 - Mezzofondo: 8º